# Mala crna haljina
Mala crna haljina  kratka je, nepretenciozna večernja ili koktel haljina, koju je lansirala modna kreatorica Gabriela Coco Chanel. Odmah su ju usporedili s automobilom marke "Ford" koji je tada bio sinonim za masovnost, jednostavnost, nisku cijenu i crnu boju. Chanel je haljinu dizajnirala tako da se na njoj ne vide mrlje i da dobro "oblači" svaku ženu. Ova haljina može biti različitih dužina, ali je uvijek jednostavnog kroja. Ona može biti sasvim obična, od jeftinijih materijala, ali može biti i skupocjena.
Modni kreatori i mnoge žene smatraju, da je mala crna haljina esencijalni dio ženske garderobe. To je poznati zakon mode da bi svaka žena trebala imati svoju jednostavnu, elegantnu crnu haljinu koju može obući u svakoj prilici. 

## Nastanak
Prije nego što je lansirana kao modni standard, crna haljina je služila samo za izražavanje žalosti u zapadnom svijetu. (Na dalekom istoku je bijela boja boja žalosti)
Za modni dizajn i kreaciju ove haljine je zaslužna, modna kreatorica Gabriela "Coco" Chanel, koja ju je lansirala 1926. godine. Prva mala crna haljina je bila bez rukava, dužine malo iznad koljena. Opća emancipacija žena je tada postigla da se nose kraće haljine, kraća kosa i kraći rukavi. Coco Chanel je bila nosilac tog pokreta u području mode koristeći materijale neutralnih boja, prije svega udobni žersej.
Tako je mala crna haljina postala klasični sastavni dio ženske garderobe.
Funkcija male crne haljine je, da i sa skromnim sredstvima, svaka žena može istovremeno biti ženstveno i lijepo i elegantno odjevena. Prvenstvena namjena je bila za koktel partije, dakle za popodnevne izlaske, ali raznim atraktivnim i skupocjenim dodacima, lako ju je pretvoriti u elegantnu večernju haljinu. Dodavanjem blejzera može se koristiti i kao odjeća za posao. Na primjer, jednostavna haljina za koktele se može pretvoriti u večernju haljinu kada joj se doda odgovarajući ukras i duge rukavice, a kada se kombinira s crnim sakoom i skromnim nakitom, ista haljina se može nositi i na poslovne sastanke.
Mala crna haljina se može dodatno ukrasiti brošem, ogrlicom, naušnicama, okovratnikom od materijala druge boje (na primjer od bluze koja je obučena ispod i izviruje...), rukavicama, ešarpom, brilijantima, štrasom.

## Vanjske poveznice
- Povijest male crne haljine
- Povijest mode